# William Sharp Macleay
Pour les articles homonymes, voir MacLeay.
William Sharp Macleay ou MacLeay est un entomologiste britannique, né le 21 juillet 1792 à Londres et mort le 26 janvier 1865 à Sydney.

## Biographie
William Sharp Macleay est le fils du naturaliste Alexander Macleay (1767-1848). Son œuvre principale est Horae Entomologicae (1819-1821). Certaines parties furent publiées plus tard séparément (comme Annulosa Javanica or an attempt to illustrate the natural affinities and analogies of the insects collected in Java by T. Horsfield. Coleoptera). Parmi ses autres publications citons Remarks on the devastation occasioned by Hylobius abietis in fire plantations publié dans le Zoological Journal ainsi que d’autres notes que les Transactions of the Entomological Society of London. Macleay fait parvenir de nombreux insectes à Frederick William Hope (1797-1862). Ceux-ci sont actuellement conservés au département entomologique Hope de Cambridge. Macleay est le défenseur d’un système de classification éphémère : le système quinaire qu’il utilise dans ses publications.

## Orientation bibliographique
- A.Y. Swainston (1985). William Sharp Macleay, Linnean, 1 (5) : 11-18.

## Source
- Traduction de l'article de langue anglaise de Wikipédia (version du 7 juin 2006).